# Eroe delle Forze armate popolari
Il titolo di eroe delle Forze armate popolari (Anh hùng lực lượng vũ trang nhân dân in vietnamita) è un titolo onorifico del Vietnam.

## Storia
L'onorificenza è stata istituita nel 1955.

## Assegnazione
L'onorificenza è assegnato agli individui che hanno registrato risultati particolarmente importanti nel combattimento, nel servizio di combattimento, nella conservazione della sicurezza, dell'ordine e della sicurezza pubblica, che sono fedeli alla Patria socialista del Vietnam e che possiedono le virtù e le qualità rivoluzionarie.

## Insegne
- Il  nastro è completamente rosso.